# 이이지마 가즈히사
이이지마 가즈히사(일본어: 飯島 寿久, 1970년 1월 6일 ~ )는 일본의 전 축구 선수이다.

## 구단 경력
1992년 J1리그의 나고야 그램퍼스 에이트에 입단했다. 1995년과 1999년 2번의 천황배 우승을 차지했다. 2000년까지 179경기에 출전하여, 1득점을 넣었다. 2001년부터 2002년까지 J2리그의 가와사키 프론탈레와 아비스파 후쿠오카에서 뛰었다. 2002년후 현역 은퇴.